# Deaminacja

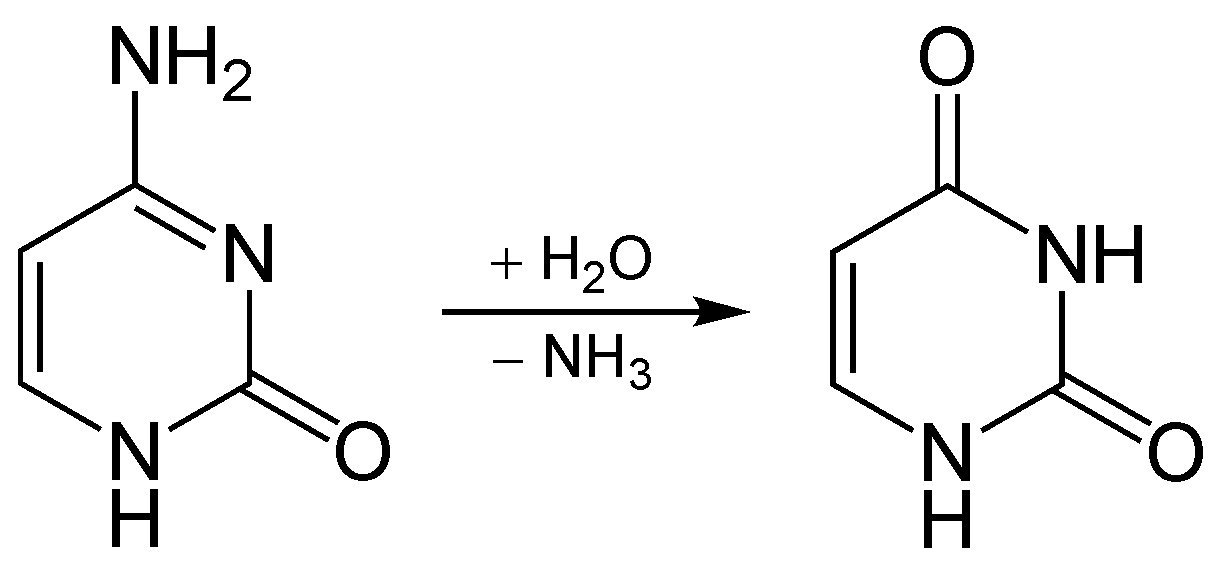
Przykładowa deaminacja: przekształcenie cytozyny w uracyl

Deaminacja (dezaminacja) - reakcja chemiczna polegająca na eliminacji z cząsteczki związku chemicznego grupy aminowej (-NH2), najczęściej z wydzieleniem amoniaku. 
W wielu przypadkach deaminacji towarzyszą reakcje następcze, prowadzące do zastąpienia grupy aminowej inną grupą organiczną. Bardzo częstą formą deaminacji jest przekształcenie grupy aminowej do ketonowej w cyklicznych związkach organicznych.  Przykładem może być deaminacja cytozyny, w wyniku której powstaje uracyl.
W środowisku naturalnym, deaminacja aminokwasów jest pierwszym procesem ich degradacji umożliwiającym późniejsze wykorzystanie tych związków chemicznych jako substratu oddechowego. W tym sensie jest to reakcja przeciwna do transaminacji. Deaminacja zachodząca w środowisku naturalnym nie wymaga obecności tlenu. Warunkiem jest odpowiednia liczba azotanów oraz organizmów denitryfikacyjnych.
Naturalna deaminacja przeprowadzana jest przez grupę bakterii jelitowych: E.coli, Enterobacter aerogenos. Mikroorganizmy te wytwarzają enzymy takie jak:
- Ureazy
- Deaminazy